# Virginijus Sinkevičius
Virginijus Sinkevičius (Vilnius, 4 november 1990) is een Litouws politicus namens de Litouwse Unie van Boeren en Groenen. Sinds 1 december 2019 is hij Eurocommissaris voor Milieu, Oceanen en Visserij in de commissie-Von der Leyen.

## Loopbaan
Sinkevičius deed een bachelor economie en sociale studies aan de Aberystwyth-universiteit en een master Europese studies aan de Universiteit Maastricht. In 2016 werd hij verkozen in de Seimas. Van 2017 tot 2019 was hij minister voor economie en innovatie in het kabinet van Saulius Skvernelis. Per 1 december 2019 is hij Eurocommissaris belast met Milieu, Oceanen en Visserij in de commissie-Von der Leyen

## Brief
Op 30 maart 2023 tikte hij via een brief aan Christianne van der Wal kabinet-Rutte IV op de vingers wegens mogelijke vertraging in het daadwerkelijk nakomen van klimaatdoelen aangaande stikstof die volgens zijn commissie in 2030 zouden moeten zijn gerealiseerd.